# Лясковичи (Брестская область)
Лясковичи (бел. Ляскавічы) — деревня в Ивановском районе Брестской области Белоруссии. Административный центр Лясковичского сельсовета. Население — 1 405 человек (2019).

## География
Лясковичи примыкают с севера к городу Иваново, фактически являются его северным пригородом. От Иванова отделены автодорогой Брест — Гомель. Местность принадлежит бассейну Днепра, к западу от деревни располагается небольшое Лясковичское водохранилище на реке Саморувка (приток реки Неслуха). Ближайшая ж/д станция в Иваново (линия Брест — Пинск — Гомель).

## История
Лясковичи вместе с деревней Мохро признан победителем республиканского смотра санитарного состояния и благоустройства населённых пунктов страны по итогам 2022 года.

## Достопримечательности
- Церковь Рождества Богородицы (Пречистенская церковь). Деревянная православная церковь построена в 1783 году. Памятник деревянного зодчества. Церковь включена в Государственный список историко-культурных ценностей Республики Беларусь[3].
- От существовавшей в деревне усадьбы Гловинских (XIX век) остались лишь фрагменты парка. Усадебный дом пережил Великую Отечественную войну, после войны в нём располагалось правление колхоза. Однако после переезда правления в новое здание бывший панский дом был разобран, а на его месте построен клуб[4].